# Mary Yee
Mary Joachina Yee (nascuda Ygnacio, 1897–1965) fou l'última parlant com a llengua materna de barbareño, que era l'última de les llengües chumash que tenia parlants materns.
Nascuda en una casa de tova prop de Santa Bàrbara, propietat de la seva àvia, a finals de 1890, Yee va ser l'única d'un grapat de nens criats en qualsevol idioma chumash. Va memoritzar diverses històries antigues chumash.
Amb cinquanta anys Yee va començar a participar en l'anàlisi, descripció i documentació de la seva llengua, durant molts anys de treball en estreta col·laboració amb el lingüista John Peabody Harrington, que també havia treballat amb la seva mare Lucrecia García i la seva àvia Luisa Ignacio. Yee i Harrington es van enviar correspondència l'un a l'altre en chumash. Després de retirar-se el 1954, Yee treballà amb Harrington gairebé cada dia. Ella també va treballar amb el lingüista Madison S. Beeler. En el transcurs del seu treball, ella es va convertir en lingüista pel seu propi dret, analitzant els paradigmes i l'estructura de la paraula. També va il·lustrar històries publicades per la seva filla Ernestine Ygnacio-De Soto.
La història de Yee apareix en el documental, 6 Generations: A Chumash Family History.